# Timothy Hutton
Timothy Hutton (n. 16 august 1960) este un actor american. A obținut Premiul Oscar pentru cel mai bun actor în rol secundar în anul 1980.

## Filmografie

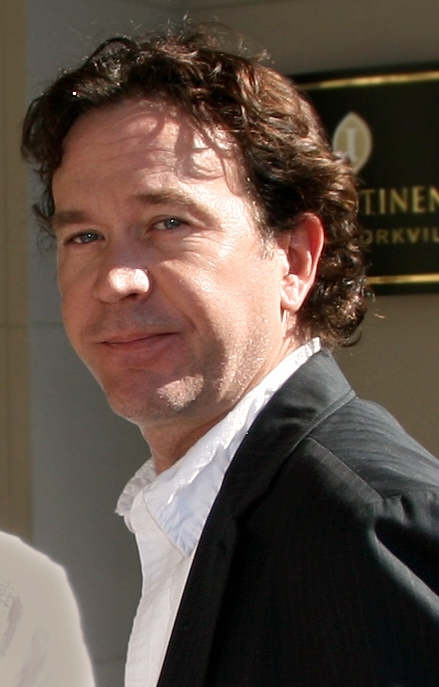
Timothy Hutton

### Actor
| An           | Titlu                                    | Rol                                             | Note                           |
| ------------ | ---------------------------------------- | ----------------------------------------------- | ------------------------------ |
| 1965         | Never Too Late                           | Băiatul care fuge spre tatăl său                | necreditat                     |
| 1972         | The Wonderful World of Disney            |                                                 | "Dad, Can I Borrow the Car"    |
| 1978         | Zuma Beach                               | Art                                             | (TV)                           |
| 1979         | Friendly Fire                            | John Mullen                                     | (TV)                           |
| 1979         | The Best Place to Be                     | Tommy Callahan                                  | (TV)                           |
| 1979         | And Baby Makes Six                       | Jason Cramer                                    | (TV)                           |
| 1979         | Young Love, First Love                   | Derek Clayton                                   | (TV)                           |
| 1980         | The Oldest Living Graduate               | Cadet                                           | (TV)                           |
| 1980         | Disney's Wonderful World                 | Paul Winters                                    | "The Sultan and the Rock Star" |
| 1980         | Ordinary People                          | Conrad Jarrett                                  | Globul de Aur                  |
| 1980         | Father Figure                            | Jim                                             | (TV)                           |
| 1981         | Teenage Suicide: Don't Try It!           |                                                 | povestitorul                   |
| 1981         | A Long Way Home                          | Donald Branch                                   | (TV)                           |
| 1981         | Taps                                     | Cadet Major Brian Moreland                      |                                |
| 1983         | Daniel                                   | Daniel Isaacson                                 |                                |
| 1984         | Iceman                                   | Dr. Stanley Shephard                            |                                |
| 1985         | The Falcon and the Snowman               | Christopher Boyce                               |                                |
| 1985         | Turk 182                                 | Jimmy Lynch                                     |                                |
| 1987         | Made in Heaven                           | Mike Shea/Elmo Barnett                          |                                |
| 1988         | A Time of Destiny                        | Jack                                            |                                |
| 1988         | Betrayed                                 | Juggler at the fair                             | uncredited                     |
| 1988         | Everybody's All-American                 | Donnie "Cake"                                   |                                |
| 1989         | Torrents of Spring                       | Dimitri Sanin                                   |                                |
| 1990         | Q&A                                      | Asst. District Attorney Aloysius Francis Reilly |                                |
| 1991         | Strangers                                | Tom                                             |                                |
| 1993         | The Temp                                 | Peter Derns                                     |                                |
| 1993         | Jumătatea întunecată                     | Thad Beaumont/George Stark                      |                                |
| 1993         | Zelda                                    | F. Scott Fitzgerald                             | (TV)                           |
| 1995         | French Kiss                              | Charlie                                         |                                |
| 1995         | The Last Word                            | Martin Ryan                                     |                                |
| 1996         | Beautiful Girls                          | Willie Conway                                   |                                |
| 1996         | Mr. and Mrs. Loving                      | Richard Loving                                  | (TV)                           |
| 1996         | The Substance of Fire                    | Martin Geldhart                                 |                                |
| 1997         | City of Industry                         | Lee Egan                                        |                                |
| 1997         | Playing God                              | Raymond Blossom                                 |                                |
| 1997         | Dead by Midnight                         | John Larkin/Sam Ellis                           | (TV)                           |
| 1997         | Aldrich Ames: The Traitor Within         | Aldrich Ames                                    | (TV)                           |
| 1998         | Vig                                      | Frankie                                         |                                |
| 1999         | The General's Daughter                   | Col. William Kent                               |                                |
| 1999         | Deterrence                               | Marshall Thompson                               |                                |
| 2000         | The Golden Spiders: A Nero Wolfe Mystery | Archie Goodwin                                  | (TV)                           |
| 2000         | Deliberate Intent                        | Rod Smolla                                      | (TV)                           |
| 2000         | Just One Night                           | Isaac Alder                                     |                                |
| 2001         | WW3                                      | Larry                                           | (TV)                           |
| 2001–2002    | A Nero Wolfe Mystery                     | Archie Goodwin                                  | (serial TV)                    |
| 2002         | Sunshine State                           | Jack Meadows                                    |                                |
| 2004         | Fereastra secretă                        | Ted Milner                                      |                                |
| 2004         | Cinci zile până mori                     | profesorul J.T. Neumeyer                        | (miniserial TV)                |
| 2004         | Kinsey                                   | Paul Gebhard                                    |                                |
| 2005         | Turning Green                            | Bill the Breaker                                |                                |
| 2006         | Last Holiday                             | Matthew Kragen                                  |                                |
| 2006         | Stephanie Daley                          | Paul                                            |                                |
| 2006         | Avenger                                  | Frank McBride                                   | (TV)                           |
| 2006         | The Kovak Box                            | David Norton                                    |                                |
| 2006         | Heavens Fall                             | Samuel Leibowitz                                |                                |
| 2006         | Falling Objects                          | Oscar Peters                                    |                                |
| 2006         | Off the Black                            | Mr. Tibbel                                      |                                |
| 2006         | The Good Shepherd                        | Thomas Wilson                                   |                                |
| 2006–2007    | Kidnapped                                | Conrad Cain                                     | (serial TV)                    |
| 2007         | The Last Mimzy                           | David Wilder                                    |                                |
| 2007         | When a Man Falls in the Forest           | Gary                                            |                                |
| 2008         | The Alphabet Killer                      | Richard Ledge                                   |                                |
| 2008         | Reflections                              | Tom                                             |                                |
| 2008         | Lymelife                                 | Charlie Bragg                                   |                                |
| 2008–prezent | Leverage                                 | Nathan Ford                                     | (serial TV)                    |
| 2009         | Broken Hill                              | George McAlpine                                 |                                |
| 2009         | The Killing Room                         | Crawford Haines                                 |                                |
| 2009         | Brief Interviews with Hideous Men        | Subiectul #30                                   |                                |
| 2009         | Multiple Sarcasms                        | Gabriel                                         |                                |
| 2009         | Serious Moonlight                        | Ian                                             |                                |
| 2010         | The Ghost Writer                         | Sidney Kroll                                    |                                |

### Regizor
| An        | Titlu                            | Note              |
| --------- | -------------------------------- | ----------------- |
| 1986      | Amazing Stories (serial TV)      | "Grandpa's Ghost" |
| 1998      | Digging to China                 |                   |
| 2001–2002 | A Nero Wolfe Mystery (serial TV) |                   |